# 영 프랑켄슈타인
영 프랑켄슈타인(Young Frankenstein)은 미국에서 제작된 멜 브룩스 감독의 1974년 코미디, SF, 공포 영화이다. 진 와일더 등이 주연으로 출연하였고 마이클 그루스코프 등이 제작에 참여하였다.

## 출연

### 주연
- 진 와일더
- 피터 보일
- 마티 펠드먼
- 매들린 칸

### 조연
- 클로리스 리치먼
- 테리 가
- 케네스 마스
- 리처드 헤이든
- 리암 던
- 대니 골드먼
- 오스카 베레지 주니어
- 아서 말레
- 리처드 로스
- 몬테 랜디스
- 러스티 블리츠
- 앤 베슬리
- 진 핵크만

## 기타
- 원작자: 메리 쉘리
- 미술: 데일 헤네시
- 의상: 도로시 지킨스